# Rue Antoine-Deville
La rue Antoine-Deville (en occitan : carrièra d'Antoni de Vila) est une voie de Toulouse, chef-lieu de la région Occitanie, dans le Midi de la France.

## Situation et accès

### Description
La rue Antoine-Deville est une voie publique. Elle traverse le quartier Arnaud-Bernard, dans le secteur 1 - Centre.

### Voies rencontrées
La rue Antoine-Deville rencontre les voies suivantes, dans l'ordre des numéros croissants (« g » indique que la rue se situe à gauche, « d » à droite) :
1. Rue Pargaminières (g)
2. Rue Jean-Antoine-Romiguières (d)
3. Rue du Collège-de-Foix (d)
4. Place Anatole-France (g)
5. Rue Albert-Lautman (d)

### Transports
La rue Antoine-Deville est parcourue et desservie, sur toute sa longueur, par la navette Ville. À l'ouest, le long du boulevard Armand-Duportal, se trouve le terminus de la ligne de bus 63. La station de métro la plus proche est, à l'est, la station Capitole, sur la ligne de métro . Au nord, le long du boulevard Lascrosses se trouvent également la station Compans-Caffarelli, sur ligne de métro , et les arrêts de la navette Aéroport et des lignes de Linéo L1 et de bus 144563.
Les stations de vélos en libre-service VélôToulouse les plus proches sont les stations no 12 (66 rue Pargaminières) et no 30 (40 place Anatole-France).

## Odonymie
Le nom de la rue rend hommage à Antoine Deville (1596-1635), ingénieur militaire toulousain, auteur de traités de fortification qui influencèrent Vauban. Au Moyen Âge, au moins depuis le XIIIe siècle, elle portait le nom de rue des Frères-Mineurs (carraria Fratorum Minorum en latin médiéval), car elle longeait le couvent des « frères mineurs », c'est-à-dire des moines franciscains, qui s'étendait entre cette rue et la rue des Lois. À partir du XVIIe siècle, elle fut également désignée comme la rue des Cordeliers. En 1794, pendant la Révolution française, elle s'appela rue Fabricius, en l'honneur de Caius Fabricius Luscinus, homme politique de la République romaine, célèbre pour sa pauvreté et son désintéressement, présenté comme le type de la vertu romaine par Plutarque et Juvénal. En 1843, la municipalité toulousaine décida de lui attribuer le nom d'Antoine Deville.

## Histoire

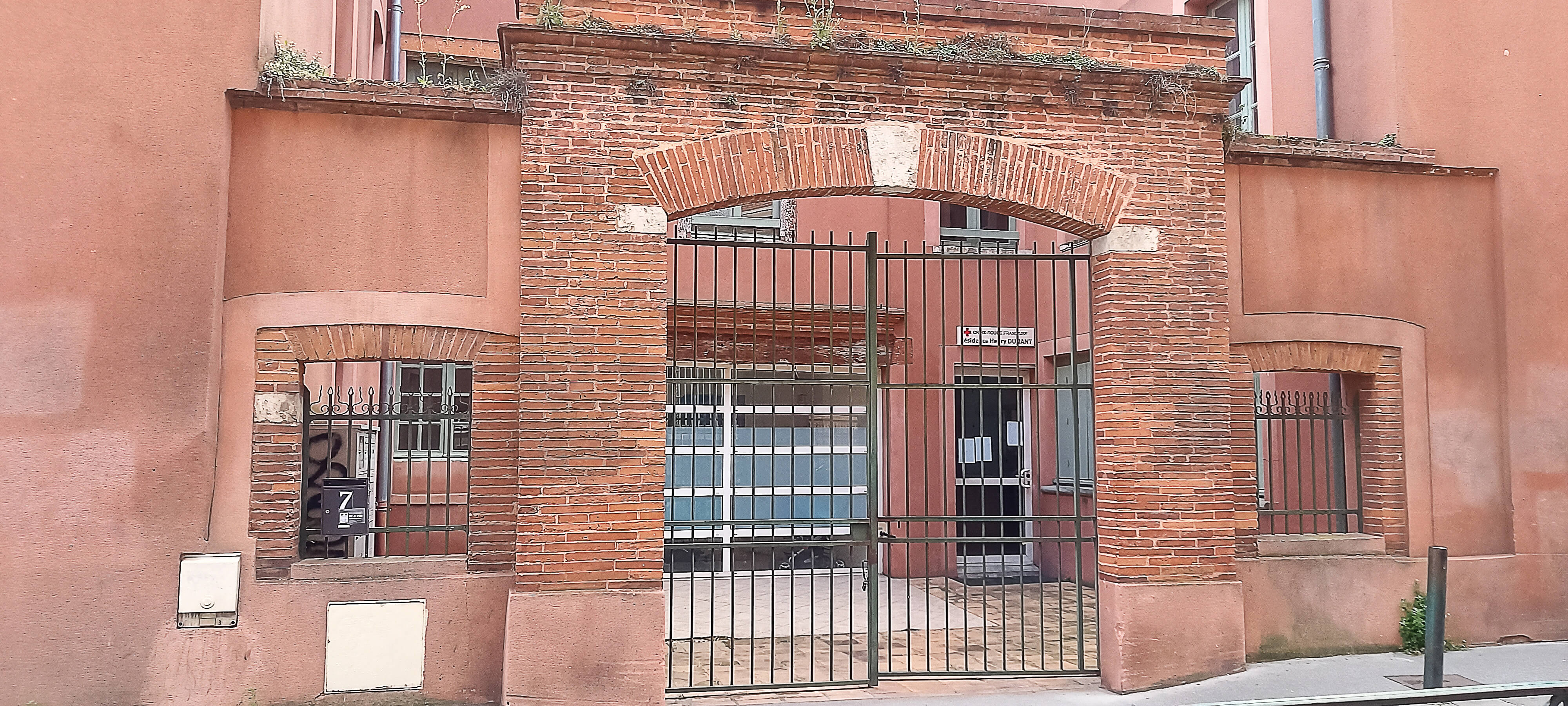
no 7 : le centre de la Croix-Rouge.

En 1870, le comité départemental de la Haute-Garonne de la société française de secours aux blessés des armées de terre et de mer (future Croix-Rouge) a son siège dans l'immeuble du no 5. De 1933 à 1940, l'Association des Dames Françaises (future Croix-Rouge) à son siège dans l'immeuble du no 7,,. Ce fut également un dispensaire de la Croix-Rouge de 1933 à au moins 1961, ainsi qu'un centre de formation jusqu'à au moins 2003. En 1941, la Croix-Rouge américaine en fait un des centres de distribution de laitEn 1960, l'immeuble est propriété de la Croix-Rouge. Un prêt pour aménager son école régionale d'infirmières avec garantie de la ville est engagé.

## Patrimoine et lieux d'intérêt

### Vieux Temple
- no  1 : Vieux Temple.

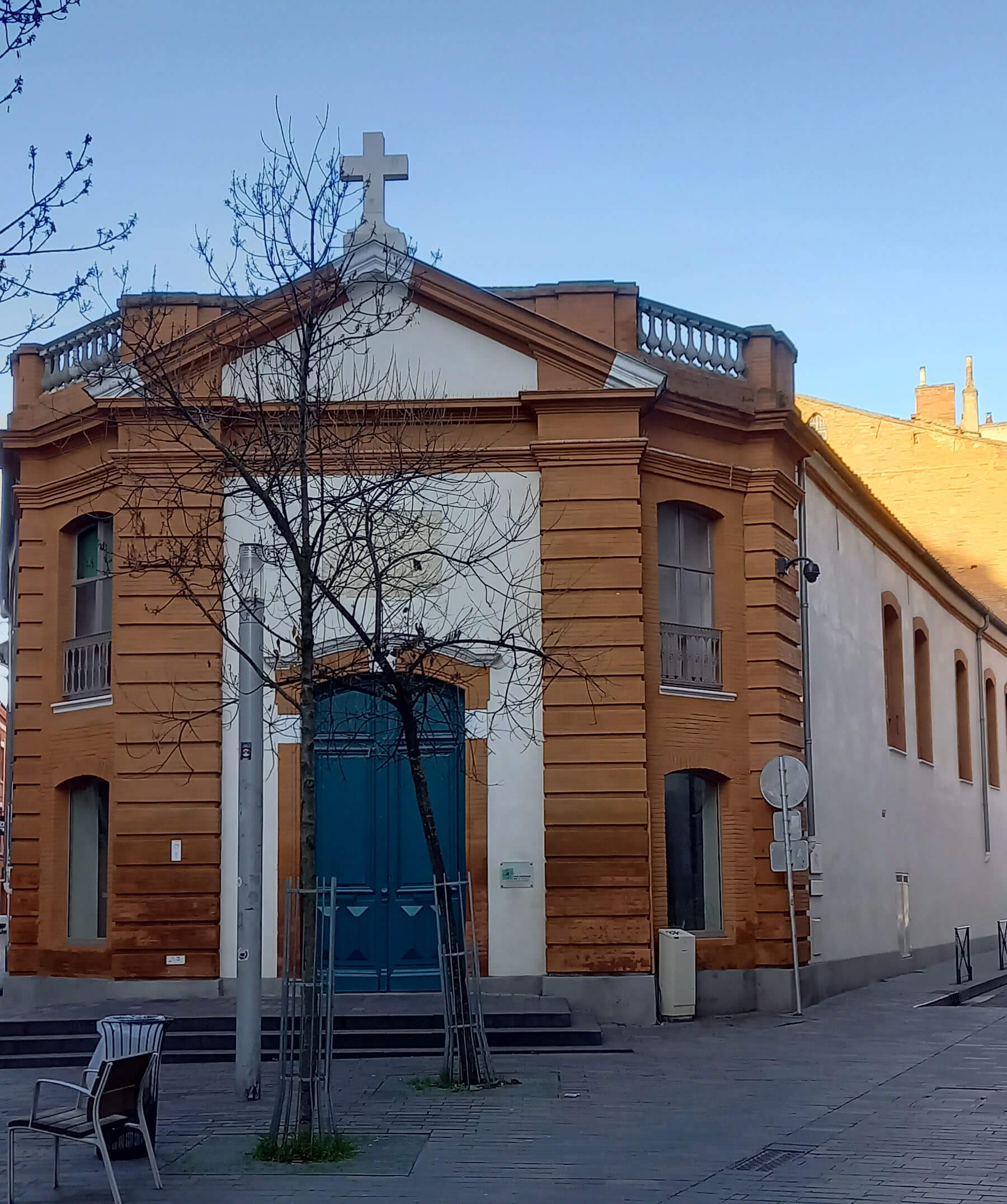
no 1 : la façade du Vieux Temple à l'angle de la rue Pargaminières.

L'édifice est construit au milieu du XVIIIe siècle pour accueillir la faculté de théologie – catholique. Les universités et leurs facultés sont supprimées à la Révolution française, et le bâtiment est finalement affecté en 1808 au culte protestant. Il est remanié à la demande des autorités consistoriales en 1887, sur des plans modifiés par l'architecte de la Ville, Gonzague Grinda. Le bâtiment est situé à l'angle des rues Pargaminières et Antoine-Deville. La façade principale, à l'angle de ces rues, compte trois travées à pans coupés, séparées par des pilastres colossaux à bossages et couronnées par un fronton triangulaire et une balustrade[12].

### Immeubles
- no  2 : collège de Foix ; couvent Notre-Dame de la Compassion ; maison de retraite et foyer d'étudiants.  Inscrit MH (1925, le bâtiment dit collège de Foix) et  Inscrit MH (2003, les bâtiments du collège en totalité, à l'exception du petit bâtiment placé en rive du mur de clôture au nord-ouest, ainsi que les sols, cours, circulations et jardins)[13],[14].

- no  4 : Banque de France (Henri Bach)[15].
- no  6 : Conseil des Prud'hommes[16].

- no  8 à 12 : immeubles. 
Les immeubles actuels ont été construits, probablement en même temps et pour le même propriétaire, vers 1859, à l'emplacement du collège de Narbonne. Ce collège médiéval occupait un vaste emplacement à l'angle des rues Antoine-Deville et Albert-Lautman (actuel no 1-3), devenu après le XVIe siècle la propriété des Carmélites, qui l'avaient vendu en 1857. Il est probable qu'une partie des élévations du XVIIIe siècle aient été conservées dans la cour intérieure des bâtiments actuels[17],[18],[19].

- no  23 : hôtel de Villeneuve[20].

## Personnalité
- Joseph Gilet (1876-1943) : architecte toulousain, il avait son domicile dans la rue (actuel no 5).